# Waterbouwkunde

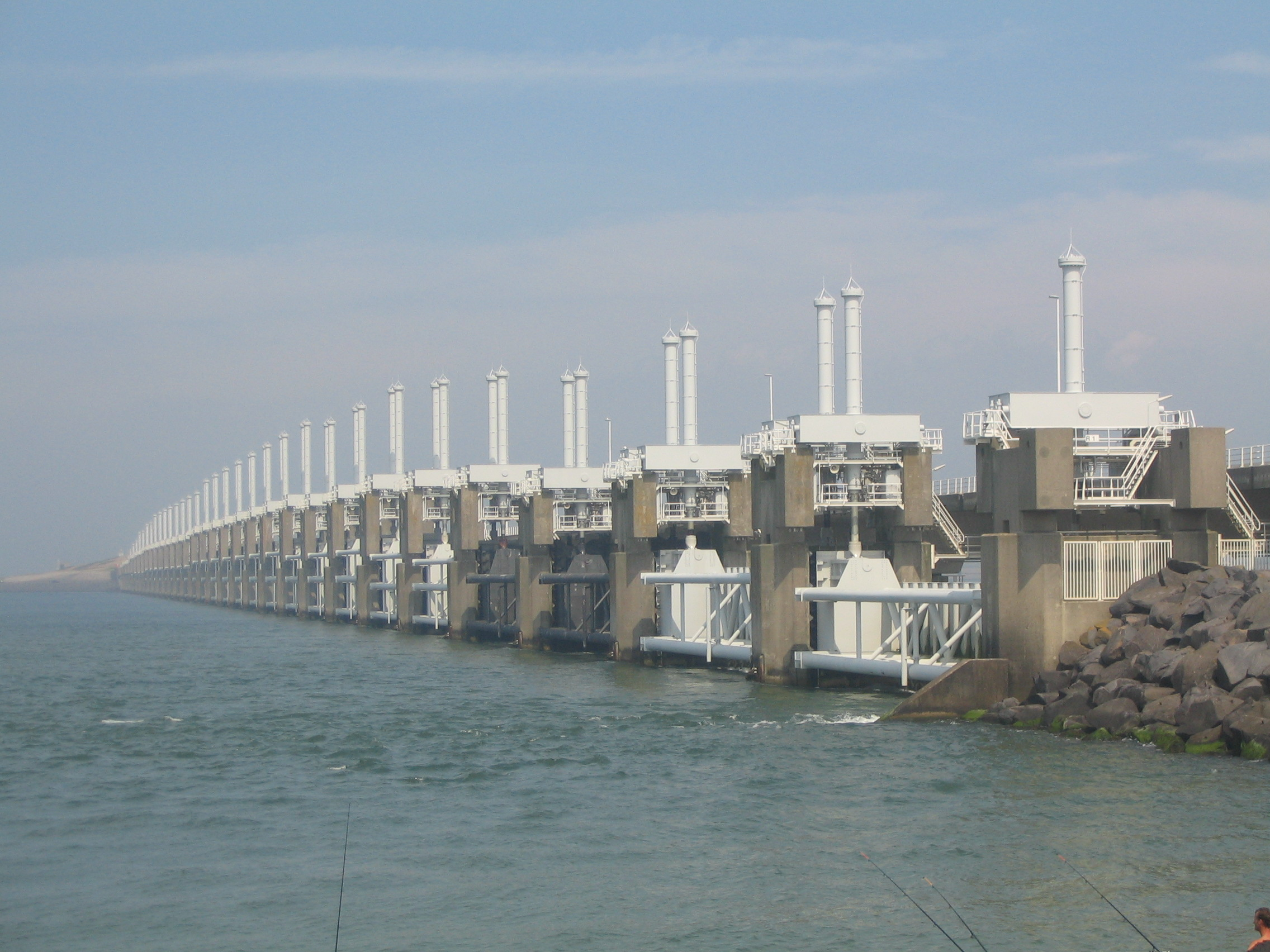
De Oosterscheldekering

Waterbouwkunde is, naast wegenbouwkunde, onderdeel van de civiele techniek. Deze toegepaste wetenschap richt zich op het ontwerp en beheer van waterbouwkundige werken voor algemeen nut. 
Niet alleen worden de dwarssectie en het langsprofiel van kanalen en gekanaliseerde rivieren en stromen ontworpen, ook de kunstwerken die ermee te maken hebben worden ontworpen: vaste en regelbare stuwen, grote en kleine sluizen, duikers, scheepsliften, dijken, waterkeringen. Daarnaast worden ook rioleringen, waterzuiveringsinstallaties en de bijhorende pompinstallaties gebouwd. Ook de havens met bijhorende staketsels, dokken, aanlegsteigers en kades behoren tot de waterbouwkunde. Waterbouwkunde legt zich verder toe op kustverdedigingswerken, stromingsregimes van rivieren beïnvloeden en waterbeheer, waaronder irrigatiewerken.
Baggeren en opspuiten en het oprichten van booreilanden zijn eveneens activiteiten binnen de waterbouwkunde, maar dit werkgebied verschuift naar de offshoretechniek.
In Nederland bestaat de Vereniging van Waterbouwers, een werkgeversorganisatie van aannemers en aanverwante bedrijven in de waterbouw. Deze vereniging stelt jaarlijks ook de Waterbouwprijs beschikbaar, een beloning voor het beste afstudeerwerk (er is een prijs voor HBO en voor de Universitaire opleidingen). Deze prijs wordt op de jaarlijkse Waterbouwdag uitgereikt.
Een overzicht van opleidingen in de waterbouw is beschikbaar via de site van de vereniging van Waterbouwers.
Stichting Blauwe Lijn opgericht in 2018, richt zich op het behoud van biografische, technische en historische informatie met betrekking tot waterbouwkunde. 